# Куріпка борнейська
Курі́пка борнейська (Arborophila hyperythra) — вид куроподібних птахів родини фазанових (Phasianidae). Мешкає в Індонезії і Малайзії.

## Опис
Довжина птаха становить 27 см, вага 270 г. Тім'я і потилиця чорнуваті, поцятковані чорними плямами. Над очима сірі або рудуваті "брови", через очі проходяить бурі смуги. Щоки і горло рудуваті. Груди яскраво-каштанові, іноді коричнюваті, живіт білуватий. Боки пістряві, чорно-білі. Верхня частина тіла коричнева, поцяткована чорними смугами. Очі сірі, дзьоб чорний, лапи рожеві. Навколо очей плями голої червоної шкіри. Самиці мають дещо тьмяніше забарвлення, ніж самці.

## Поширення і екологія
Борнейські куріпки є ендеміками острова Калімантан. Вони живуть у вологих гірських тропічних лісах. Зустрічаються на висоті від 600 до 1800 м над рівнем моря.

## Поведінка
Борнейські куріпки зустрічаються невеликими зграйками. Вони живляться насінням, плодами і комахами.